# Referendum sulla devoluzione scozzese del 1979
Il referendum sulla devoluzione scozzese del 1979 fu la prima consultazione popolare per il ripristino dell'assemblea legislativa in Scozia, dopo la sua integrazione nel Regno Unito nel 1707. Si tenne il 1º marzo 1979 e il suo risultato fu negativo nonostante la vittoria dei votanti che apposero "sì". Quasi venti anni dopo, nel 1997, un altro referendum lo ha modificato, portando all'istituzione del parlamento scozzese.

## Domanda referendaria
Il referendum scozzese del 1979 fu una consultazione post-legislativa che ebbe luogo solo in Scozia e dove furono valutati i contenuti del Scotland Act 1978. In questa proposta di legge fu ripristinata l'esistenza di una camera legislativa scozzese, ma negò la possibilità modificare le tasse, che era una questione che monopolizzava la campagna elettorale.
Agli scozzesi è stata posta una sola domanda:

## Posizionamenti
La complessa struttura del referendum ha portato anche a una complessa campagna, in cui il sostegno e i rifiuti non erano chiari. Il Partito Laburista e il Partito Nazionale Scozzese hanno sostenuto ufficialmente la "decentralizzazione", ma internamente erano divisi. Tra i laburisti, perché non tutti credevano nella "decentralizzazione" e molti preferivano che la capacità legislativa fosse concentrata interamente a 
Westminster. E tra i nazionalisti, perché alcuni hanno capito che questo era un altro passo verso l'indipendenza e altri pensavano che fosse una manovra di distrazione.
Inoltre, il fatto che il nuovo parlamento non avesse la capacità di gestire le proprie tasse ha sottratto credibilità e diffuso ampiamente l'idea che avrebbe comportato solo una grande spesa burocratica.

## Risultati
| Si: 1,230,937 (51.6%) | No: 1,153,532 (48.4%) |
| ▲                     |                       |

### Divisi per consiglio locale
| Consiglio locale    | Si        | No        | Si %  | No %  |
| ------------------- | --------- | --------- | ----- | ----- |
| Borders             | 20.746    | 30.780    | 40,26 | 59,74 |
| Central             | 71.296    | 59.105    | 54,67 | 45,33 |
| Dumfries i Galloway | 27.162    | 40.239    | 40,30 | 59,70 |
| Fife                | 86.252    | 74.436    | 53,68 | 46,32 |
| Grampian            | 94.944    | 101.485   | 48,34 | 51,66 |
| Highland            | 44.973    | 43.274    | 50,96 | 49,04 |
| Lothian             | 187.221   | 186.421   | 50,11 | 49,89 |
| Ordadi              | 2.104     | 5.439     | 27,89 | 72,11 |
| Shetland            | 2.020     | 5.466     | 26,98 | 73,02 |
| Strathclyde         | 596.519   | 508.599   | 53,98 | 46,02 |
| Tayside             | 91.482    | 93.325    | 49,50 | 50,50 |
| Western Isles       | 6.218     | 4.933     | 55,76 | 44,24 |
| TOTALE              | 1.230.937 | 1.153.500 | 51,62 | 48,38 |

fonte: Glasgow Herald, House of Commons Library.